# Saison 2018-2019 de l'ASM Clermont Auvergne
Cette page présente la saison 2018-2019 de l'ASM Clermont Auvergne en Top 14 et en Challenge européen.

## Entraîneurs
- Directeur sportif : Franck Azéma
- Manager : Neil McIlroy
- Entraineurs : Didier Bès, Bernard Goutta et Xavier Sadourny

## La saison

### Pré-saison
Équipé par Under Armour, l'ASM change ses maillots,.

## Effectif
| Nom                   | Poste            | Naissance         | Nationalité sportive | International | Dernier club          | Arrivée au club (année) |
| --------------------- | ---------------- | ----------------- | -------------------- | ------------- | --------------------- | ----------------------- |
| Davit Zirakashvili    | Pilier           | 20 septembre 1983 | Géorgie              |               | Formé au club         | 2004                    |
| Étienne Falgoux       | Pilier           | 19 janvier 1993   | France               |               | Formé au club         | 2012                    |
| Michaël Simutoga      | Pilier           | 29 septembre 1996 | France               | -20a          | Formé au club         | 2013                    |
| Beka Kakabadze        | Pilier           | 7 mai 1995        | Géorgie              |               | Formé au club         | 2014                    |
| Giorgi Beria          | Pilier           | 11 novembre 1999  | France               | -20a          | Formé au club         | 2016                    |
| Sipili Falatea        | Pilier           | 6 juin 1997       | France               |               | Formé au club         | 2017                    |
| Rabah Slimani         | Pilier           | 18 octobre 1989   | France               |               | Stade Français Paris  | 2017                    |
| Loni Uhila            | Pilier           | 7 avril 1989      | Tonga                |               | Hurricanes            | 2017                    |
| Benjamin Kayser       | Talonneur        | 26 juillet 1984   | France               |               | Castres olympique     | 2011                    |
| Yohan Beheregaray     | Talonneur        | 29 mai 1996       | France               |               | Formé au club         | 2013                    |
| John Ulugia           | Talonneur        | 17 janvier 1986   | Australie            |               | US bressane           | 2014                    |
| Paul Jedrasiak        | Deuxième ligne   | 6 février 1993    | France               |               | Formé au club         | 2011                    |
| Arthur Iturria        | Deuxième ligne   | 13 mai 1994       | France               |               | Formé au club         | 2012                    |
| Sébastien Vahaamahina | Deuxième ligne   | 21 octobre 1991   | France               |               | USA Perpignan         | 2014                    |
| Flip van der Merwe    | Deuxième ligne   | 3 juin 1985       | Afrique du Sud       |               | Bulls                 | 2015                    |
| Sitaleki Timani       | Deuxième ligne   | 19 septembre 1986 | Australie            |               | Montpellier HR        | 2016                    |
| Jacobus van Tonder    | Deuxième ligne   | 3 mars 1998       | Afrique du Sud       |               | Formé au club         | 2016                    |
| Alexandre Lapandry    | Troisième ligne  | 13 avril 1989     | France               |               | Formé au club         | 2007                    |
| Damien Chouly         | Troisième ligne  | 27 novembre 1985  | France               |               | USA Perpignan         | 2012                    |
| Peceli Yato           | Troisième ligne  | 17 janvier 1993   | Fidji                |               | Formé au club         | 2012                    |
| Fritz Lee             | Troisième ligne  | 29 août 1988      | Nouvelle-Zélande     |               | Chiefs                | 2013                    |
| Viktor Kolelishvili   | Troisième ligne  | 9 octobre 1989    | Géorgie              |               | Lyon OU               | 2014                    |
| Maxence Lemardelet    | Troisième ligne  | 8 mai 1999        | France               | -20a          | Formé au club         | 2014                    |
| Judicaël Cancoriet    | Troisième ligne  | 25 avril 1996     | France               |               | RC Massy              | 2015                    |
| Julien Ruaud          | Troisième ligne  | 7 décembre 1997   | France               | -20a          | Formé au club         | 2015                    |
| Alexandre Fischer     | Troisième ligne  | 19 janvier 1998   | France               |               | Formé au club         | 2016                    |
| Morgan Parra          | Demi de mêlée    | 15 novembre 1988  | France               |               | CS Bourgoin-Jallieu   | 2009                    |
| Charlie Cassang       | Demi de mêlée    | 8 février 1995    | France               |               | Formé au club         | 2014                    |
| Greig Laidlaw         | Demi de mêlée    | 12 octobre 1985   | Écosse               |               | Gloucester            | 2017                    |
| Kévin Viallard        | Demi de mêlée    | 27 novembre 2000  | France               | -20a          | Formé au cub          | 2018                    |
| Camille Lopez         | Demi d'ouverture | 3 avril 1989      | France               |               | USA Perpignan         | 2014                    |
| Patricio Fernandez    | Demi d'ouverture | 10 novembre 1994  | Argentine            |               | Jockey Club Rosario   | 2015                    |
| Dorian Lavernhe       | Demi d'ouverture | 17 juin 1999      | France               | -20a          | Formé au club         | 2015                    |
| Wesley Fofana         | Centre           | 20 janvier 1988   | France               |               | Formé au club         | 2007                    |
| Damian Penaud         | Centre           | 25 septembre 1996 | France               |               | Formé au club         | 2014                    |
| Léo Treilles          | Centre           | 26 janvier 2000   | France               |               | Formé au club         | 2015                    |
| Rémi Lamerat          | Centre           | 14 janvier 1990   | France               |               | Castres olympique     | 2016                    |
| Tani Vili             | Centre           | 31 octobre 2000   | France               |               | Formé au club         | 2017                    |
| George Moala          | Centre           | 5 novembre 1990   | Nouvelle-Zélande     |               | Blues                 | 2018                    |
| Apisai Naqalevu       | Centre           | 21 août 1989      | Fidji                | à 7           | Union Bordeaux Bègles | 2018                    |
| Alivereti Raka        | Ailier           | 9 décembre 1994   | France               |               | Formé au club         | 2014                    |
| Samuel Ezeala         | Ailier           | 11 décembre 1999  | France               |               | Formé au club         | 2015                    |
| Peter Betham          | Ailier           | 6 janvier 1989    | Australie            |               | Leicester             | 2017                    |
| Rémy Grosso           | Ailier           | 4 décembre 1988   | France               |               | Castres Olympique     | 2017                    |
| Tim Nanai-Williams    | Ailier           | 12 juin 1989      | Samoa                |               | Chiefs                | 2018                    |
| Nick Abendanon        | Arrière          | 27 août 1986      | Angleterre           |               | Bath Rugby            | 2014                    |
| Setariki Tuicuvu      | Arrière          | 7 septembre 1995  | Fidji                |               | Formé au club         | 2015                    |
| Isaia Toeava          | Arrière          | 15 janvier 1986   | Nouvelle-Zélande     |               | Kubota Spears         | 2016                    |

## Calendrier et résultats

### Top 14
| - ASM Clermont - SU Agen : 67 - 23 - Racing 92 - ASM Clermont : 17 - 40 - ASM Clermont - Stade Français : 42 - 20 - Section paloise - ASM Clermont : 23 - 27 - Union Bordeaux-Bègles - ASM Clermont : 23 - 19 - ASM Clermont - RC Toulon : 28 - 8 - Stade rochelais - ASM Clermont : 16 - 12 - ASM Clermont - Castres Olympique : 41 - 6 - FC Grenoble - ASM Clermont : 27 - 27 - ASM Clermont - Lyon OU : 31 - 11 - Montpellier HR - ASM Clermont : 23 - 28 - ASM Clermont - Stade toulousain : 20 - 20 - USA Perpignan - ASM Clermont : 16 - 37 | - ASM Clermont - Stade rochelais : 44 - 19 - SU Agen - ASM Clermont : 13 - 28 - ASM Clermont - Racing 92 : 31 - 31 - Stade Français - ASM Clermont : 25 - 41 - ASM Clermont - Section paloise : 27 - 14 - ASM Clermont - Union Bordeaux-Bègles : 40 - 20 - RC Toulon - ASM Clermont : 32 - 11 - Castres Olympique - ASM Clermont : 24 - 16 - ASM Clermont - FC Grenoble : 52 - 17 - Lyon OU - ASM Clermont : 19 - 13 - ASM Clermont - Montpellier HR : 27 - 28 - Stade toulousain - ASM Clermont : 47 - 44 - ASM Clermont - USA Perpignan : 35 - 13 |

| Rang | Club                  | J  | V  | N | D  | Bo | Bd | Pm  | Pe  | Diff | Pts |
| ---- | --------------------- | -- | -- | - | -- | -- | -- | --- | --- | ---- | --- |
| 1    | Stade toulousain      | 26 | 21 | 2 | 3  | 9  | 1  | 820 | 508 | +312 | 98  |
| 2    | ASM Clermont          | 26 | 16 | 3 | 7  | 9  | 4  | 828 | 535 | +293 | 83  |
| 3    | Lyon OU               | 26 | 17 | 1 | 8  | 7  | 1  | 683 | 525 | +158 | 78  |
| 4    | Racing 92             | 26 | 15 | 1 | 10 | 8  | 4  | 750 | 563 | +187 | 74  |
| 5    | Stade rochelais       | 26 | 16 | 0 | 10 | 6  | 1  | 719 | 616 | +103 | 71  |
| 6    | Montpellier HR        | 26 | 14 | 1 | 11 | 6  | 6  | 659 | 546 | +113 | 70  |
| 7    | Castres olympique (T) | 26 | 15 | 0 | 11 | 4  | 5  | 508 | 499 | +9   | 69  |
| 8    | Stade français Paris  | 26 | 14 | 0 | 12 | 4  | 4  | 583 | 579 | +4   | 64  |
| 9    | RC Toulon             | 26 | 12 | 0 | 14 | 6  | 3  | 572 | 542 | +30  | 57  |
| 10   | Union Bordeaux Bègles | 26 | 12 | 1 | 13 | 4  | 3  | 618 | 711 | -93  | 57  |
| 11   | Section paloise       | 26 | 9  | 0 | 17 | 2  | 5  | 501 | 763 | -262 | 43  |
| 12   | SU Agen               | 26 | 8  | 1 | 17 | 0  | 4  | 431 | 654 | -223 | 38  |
| 13   | FC Grenoble (P)       | 26 | 5  | 2 | 19 | 0  | 5  | 448 | 691 | -243 | 29  |
| 14   | USA Perpignan (P)     | 26 | 2  | 0 | 24 | 0  | 4  | 433 | 821 | -388 | 12  |

### Phase finale

#### Demi-finales
| 9 juin 2019 16 h 30 | ASM Clermont | 33 - 13 (16 - 8) | Lyon OU | Matmut Atlantique, Bordeaux 42 042 spectateurs Arbitre : Romain Poite |
| 9 juin 2019 16 h 30 | Essai(s) : 3 Penaud (31e), Raka (53e), Moala (80e) Transformation(s) : 3 Laidlaw (32e, 54e), Lopez (80+1re) Pénalité(s) : 4 Laidlaw (14e, 25e, 29e, 75e) Carton(s) jaune(s) : 1 Lopez (66e) |                  | Essai(s) : 2 Gill (11e), Fourie (68e) Transformation(s) : 0 Pénalité(s) : 1 Wisniewski (20e) Carton(s) jaune(s) : 1 Ric (51e) | Matmut Atlantique, Bordeaux 42 042 spectateurs Arbitre : Romain Poite |
| 9 juin 2019 16 h 30 | |                  | | Matmut Atlantique, Bordeaux 42 042 spectateurs Arbitre : Romain Poite |

#### Finale
| Samedi 15 juin 2019 20 h 45 | Stade toulousain | 24 - 18 (11 - 9) | ASM Clermont                                                                                     | Stade de France, Saint-Denis Arbitre : Jérôme Garcès |
| Samedi 15 juin 2019 20 h 45 | Essai(s) : 2 Huget (28e, 55e) Transformation(s) : 1 Ramos (56e) Pénalité(s) : 4 Ramos (9e, 18e, 49e, 66e) Carton(s) jaune(s) : 1 Kolbe (33e) |                  | Essai(s) : 0 Transformation(s) : 0 Pénalité(s) : 6 Laidlaw (2e, 14e, 34e, 52e, 61e), Lopez (73e) | Stade de France, Saint-Denis Arbitre : Jérôme Garcès |
| Samedi 15 juin 2019 20 h 45 | |                  |                                                                                                  | Stade de France, Saint-Denis Arbitre : Jérôme Garcès |

### Challenge européen
Dans la Challenge européen l'ASM Clermont fait partie de la poule 1 composée des Anglais de Northampton Saints, des Gallois de Newport Dragons et des Roumains du Timișoara Saracens. Les clermontois réalisent un parcours parfait avec 6 victoires bonifiées (30 points sur 30) devenant ainsi le premier club français et le deuxième club européen après les Ospreys (en 2016-2017) à réaliser cette performance dans la compétition. 
| - Northampton Saints - ASM Clermont : 20 - 41 - ASM Clermont - Timișoara Saracens : 70 - 12 - Timișoara Saracens - ASM Clermont : 14 - 47 | - ASM Clermont - Newport Dragons : 49 - 24 - ASM Clermont - Northampton Saints : 48 - 40 - Newport Dragons - ASM Clermont : 7 - 49 |

| Rang | Équipe                | J | V | N | D | Em | Ee | Bo | Bd | Pm  | Pe  | Diff | Pts |
| ---- | --------------------- | - | - | - | - | -- | -- | -- | -- | --- | --- | ---- | --- |
| 1    | ASM Clermont          | 6 | 6 | 0 | 0 | 44 | 16 | 6  | 0  | 304 | 117 | +187 | 30  |
| 2    | Northampton Saints    | 6 | 4 | 0 | 2 | 42 | 18 | 5  | 0  | 282 | 127 | +155 | 21  |
| 3    | Newport Gwent Dragons | 6 | 2 | 0 | 4 | 26 | 29 | 2  | 0  | 179 | 201 | -22  | 10  |
| 4    | Timișoara Saracens    | 6 | 0 | 0 | 6 | 6  | 55 | 0  | 0  | 49  | 369 | -320 | 0   |

Avec 6 victoires, l'ASM Clermont termine 1re de la poule 1, et est qualifié pour les quarts de finale. 
Phases finales
Quarts de finale
- ASM Clermont -  Northampton Saints :  61 - 38

Demi-finale
- ASM Clermont -  Harlequins : 32 - 27

Finale
- ASM Clermont -  Stade rochelais : 36 - 16

## Statistiques

### Championnat de France
Meilleurs réalisateurs
| Rang | Joueur        | Poste            | Points | Essais | Transf. | Pén. | Drops |
| ---- | ------------- | ---------------- | ------ | ------ | ------- | ---- | ----- |
| 1    | Greig Laidlaw | Demi de mêlée    | 213    | 1      | 38      | 44   | -     |
| 2    | Morgan Parra  | Demi de mêlée    | 108    | 1      | 17      | 23   | -     |
| 3    | Camille Lopez | Demi d'ouverture | 39     | 1      | 8       | 4    | 1     |

Meilleurs marqueurs
| Rang | Joueur         | Poste           | Essais |
| ---- | -------------- | --------------- | ------ |
| 1    | Peceli Yato    | Troisième ligne | 10     |
| 2    | Damian Penaud  | Centre/Ailier   | 9      |
| -    | George Moala   | Centre          | 9      |
| 4    | Peter Betham   | Ailier          | 8      |
| -    | Alivereti Raka | Ailier          | 8      |
| -    | Rémy Grosso    | Ailier          | 7      |

### Coupe d'Europe
Meilleurs réalisateurs
| Rang | Joueur             | Poste            | Points | Essais | Transf. | Pén. | Drops |
| ---- | ------------------ | ---------------- | ------ | ------ | ------- | ---- | ----- |
| 1    | Greig Laidlaw      | Demi de mêlée    | 56     | 0      | 19      | 6    | 0     |
| 2    | Peter Betham       | Ailier           | 50     | 10     | 0       | 0    | 0     |
| 3    | Patricio Fernandez | Demi d'ouverture | 39     | 1      | 17      | 0    | 0     |
| 4    | Morgan Parra       | Demi de mêlée    | 38     | 0      | 7       | 8    | 0     |

Meilleurs marqueurs
| Rang | Joueur          | Poste           | Essais |
| ---- | --------------- | --------------- | ------ |
| 1    | Peter Betham    | Ailier          | 10     |
| 2    | Peceli Yato     | Troisième ligne | 5      |
| -    | Apisai Naqalevu | Centre          | 5      |
| -    | Damian Penaud   | Ailier          | 5      |